# 王保
王保，明朝将领，陕西榆林卫（今陕西省榆林市）人。
王保起于行伍，积功为延绥参将。万历十六年（1588年）转任延绥，定边副总兵。万历十九年（1591年）冬，擢升为署都督僉事，昌平总兵官。转任山西总兵官，薊州鎮总兵官張邦奇被弹劾，王保代为薊州鎮总兵官。朵颜卫長昂在張臣镇守薊州时归順明朝，五六年后攻打石門路、木馬峪、花場峪，後和銀燈攻打山海关。張邦奇假许增加互市要講和，诱杀朶顔衛通事二十五人。長昂攻打大青，長昂心腹小郎儿潜伏喜峰口，射殺偵察兵。王保到任，挫败长昂，擒获小郎儿。長昂依靠小郎儿出谋划策，长昂求和謝罪，归还被掠人畜。王保释还小郎儿，長昂补五贡，边吏始补二赏，互市如初。王保进署都督同知，副将張守愚以下全都進升官秩。
薊州鎮三協南营之兵，是戚继光所募。丰臣秀吉第一次侵略朝鮮王朝，他们到朝鲜抗击日军，归还时，经过石門，鼓噪讨要朝廷的欠饷。王保将他们誘至演武場，击殺数百人，诬陷这些人謀反。給事中戴士衡、御史汪以時表示南营之兵没有造反，是王保纵意击杀，請朝廷派遣官员按問。巡关御史馬文卿庇護王保，列出南营之兵大逆之罪十款，尚書石星附会馬文卿，以王保立功，進官秩，加都督同知，儿子蔭官。督撫孫鑛、李頤也进官受赐，時論并不支持。
万历二十三年（1595年）冬，順義王撦力克之弟赶兔率三軍侵入白馬关及東西台，被守備徐光啓、副将李芳春、戴延春击退。万历二十四年（1596年）秋，赶兔和部長倒布攻打黑谷頂，敗去。王保预见他们会再来，在開連口、横河口分营。赶兔过横河，明軍夜半急進石塘嶺，襲击其营。赶兔軍混乱潰走，明軍乘势出塞追击。同年冬，赶兔進攻羅文峪，敗去。后接替董一元镇守辽东，丰臣秀吉第二次侵略朝鮮，朝廷命王保守防海疆。王保在海州去世，赠左都督。

## 子
- 王学書（宣府总兵官。退官乡里，守榆林城，拒李自成，城破被杀）
- 王学詩（副总兵）
- 王学礼（副总兵）